# Maira longirostrata
Maira longirostrata là một loài ruồi trong họ Asilidae. Maira longirostrata được Bromley miêu tả năm 1935. Loài này phân bố ở miền Ấn Độ - Mã Lai.